# Protracheoniscus delilensis
Protracheoniscus delilensis är en kräftdjursart som beskrevs av Borutzkii 1945. Protracheoniscus delilensis ingår i släktet Protracheoniscus och familjen Trachelipodidae. Inga underarter finns listade i Catalogue of Life.